# Mako Idemitsu
Mako Idemitsu (Tòquio, 1940) és una cineasta i videoartista japonesa.
Mako Idemitsu tracta en la seva obra el masclisme que ella mateixa experimenta en els seus llocs de residència, el Japó i Califòrnia, així com els diferents rols femenins i la imatge social de la dona. La decisió de comprar la seva primera càmera de cinema super-8 va ser més aviat impulsiva; senzillament el que volia era deixar de ser exclusivament esposa i mare. No obstant això, amb la seva nova càmera va tractar precisament aquesta existència, la de ser esposa i mare, en la línia del cèlebre lema de l'època que deia: «El que és personal és polític». El vídeo Another Day of a Housewife (Un dia qualsevol d'una mestressa de casa, 1977) mostra la rutina diària d'una mestressa de casa durant 9 minuts i 50 segons. L'actriu, però també nosaltres com a espectadors, estem sota l'observació constant d'un element recurrent en les filmacions de Mako Idemitsu: un televisor que mostra la imatge fixa d'un ull.